# Drosophila mitchelli
Drosophila mitchelli är en tvåvingeart som beskrevs av Elmo Hardy 1965. Drosophila mitchelli ingår i släktet Drosophila och familjen daggflugor.
Artens utbredningsområde är Hawaii.